# Park stanowy Annadel
Park stanowy Annadel (ang. Annadel State Park) – park stanowy w amerykańskim stanie Kalifornia. Leży na południowy wschód od miasta Santa Rosa na terenie hrabstwa Sonoma, w północnym końcu Doliny Sonoma, centrum przemysłu winiarskiego w Kalifornii.
W przeszłości teren, na którym obecnie znajduje się park, zamieszkiwali Indianie z niezbyt licznych szczepów Wappo i Pomo, którzy eksploatowali dla siebie i dla innych szczepów złoża obsydianu przeznaczanego na groty strzał i włóczni.
Teren ma bardzo bogatą i dziką powulkaniczna rzeźbę wyniesioną na 200 – 600 m n.p.m. Znajduje się w nim wiele szlaków łączących dwa jeziora, łąki, wzgórza na których uprawia się turystykę rowerową, konną i pieszą. Został założony w 1971 roku i jest bardzo popularnym parkiem w tym regionie Kalifornii.

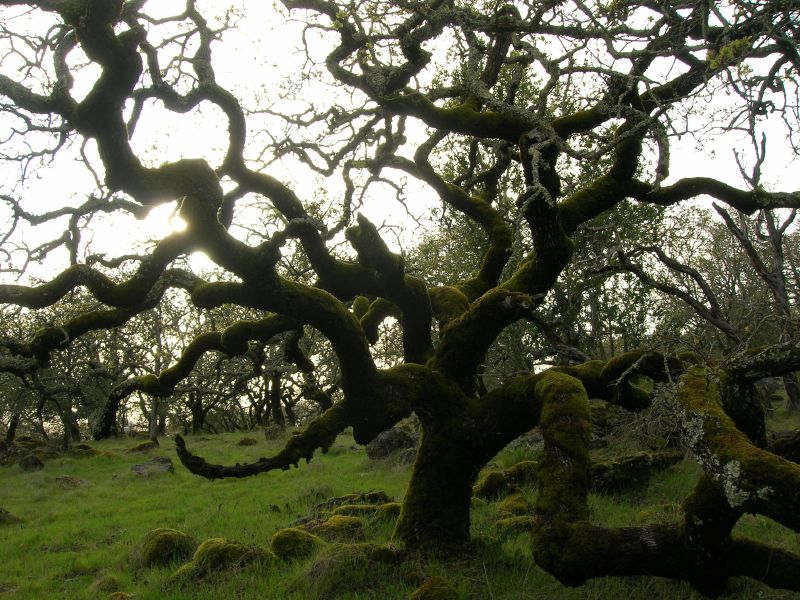
Dąb pokryty mchem rosnący na terenie parku.
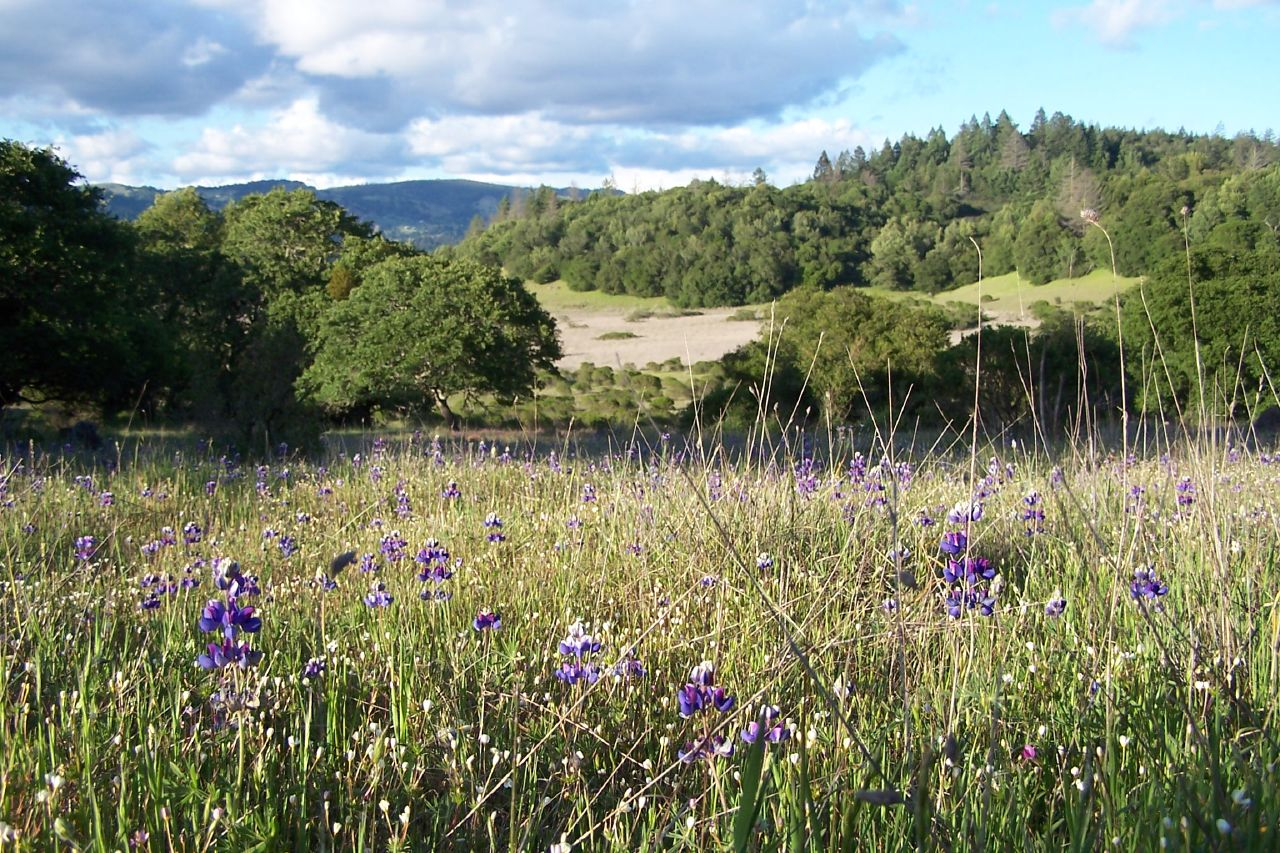
Krajobraz parku z łąką na której kwitną łubiny.
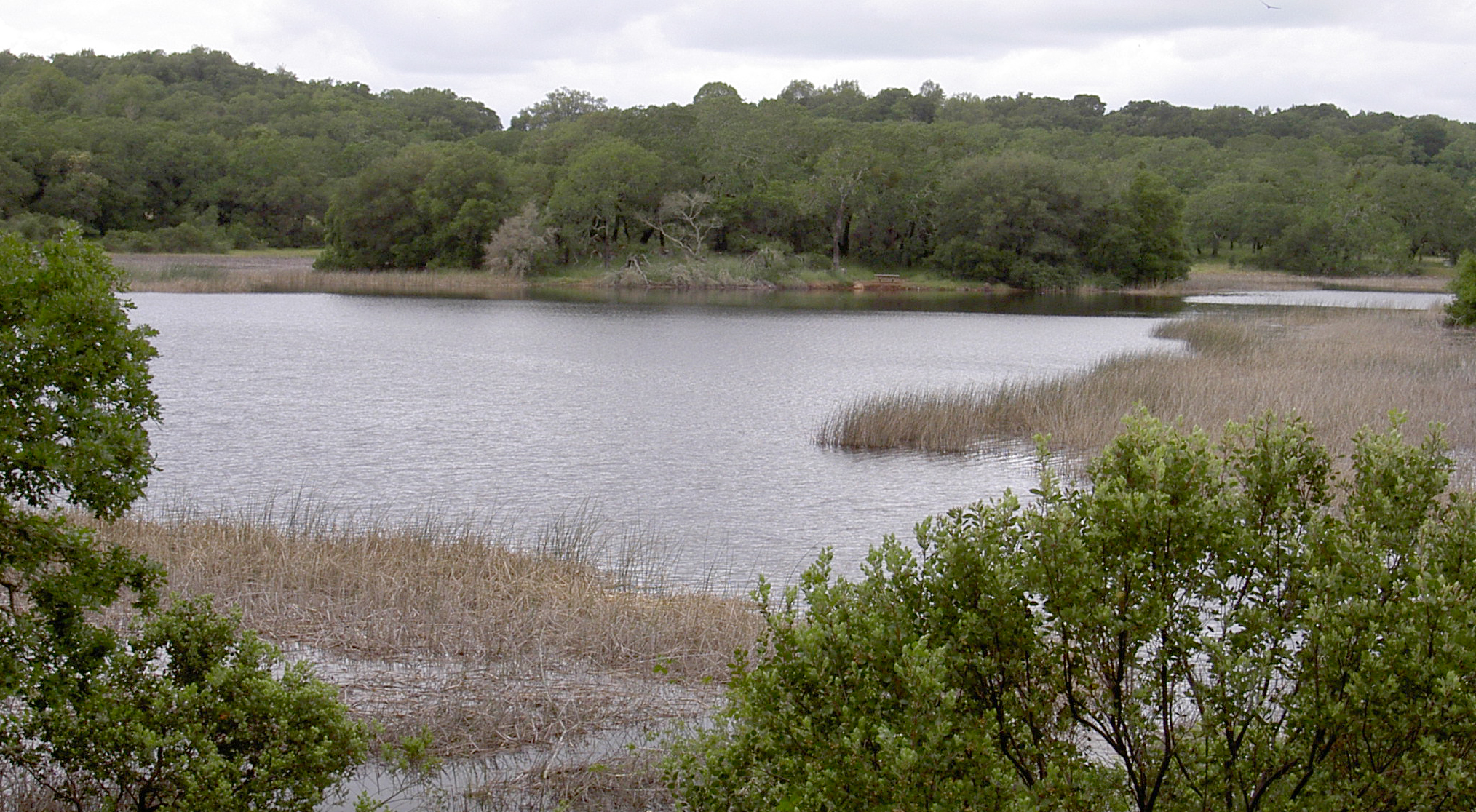
Sztuczne jezioro Ilsanjo w parku Annadel.